# Pedras Altas
Pedras Altas est une ville brésilienne du Sud-Est de l'État du Rio Grande do Sul, faisant partie de la microrégion de Jaguarão et située à 386 km au sud-ouest de Porto Alegre, capitale de l'État. Elle se situe à une latitude de 31° 44′ 01″ sud et à une longitude de 53° 35′ 04″ ouest. Sa population était estimée à 2 546 en 2007, pour une superficie de 1 377 km2.
Pedras Altas doit son nom à sa géologie, qui présente d'énormes pierres à 3 km du Centre de la cité.
La commune fait frontière avec l'Uruguay par son département de Cerro Largo.

## Villes voisines
- Aceguá
- Candiota
- Pinheiro Machado
- Herval